# La Bazouge-du-Désert

La Bazouge-du-Désert este o comună în departamentul Ille-et-Vilaine, Franța. În 1 ianuarie 2022 avea o populație de 1.080 de locuitori.